# Nekrolog 1681
Nekrolog
◄◄
| ◄
| 1677
| 1678
| 1679
| 1680
| 1681 | 1682 | 1683 | 1684 | 1685 | ► | ►►
Weitere Ereignisse | Allgemeiner Nekrolog 1681
Die Beschreibung der verstorbenen Person sollte so kurz wie möglich gehalten sein und nur deren signifikante Tätigkeit(en) enthalten.
Neue Namen ggf. auch unter dem Geburts- und Sterbedatum, also etwa unter 1. Januar und im Geburts- und Sterbejahr (2024) eintragen (nur bei entsprechender großer Wichtigkeit). Für Beispiele siehe die schon vorhandenen Artikel.
Außerdem über die fünf zuletzt Verstorbenen, zu denen es einen ausreichend guten Artikel für eine Präsentation auf der Hauptseite gibt, nach der todesbedingten Überarbeitung der Artikel ggf. auch unter Wikipedia Diskussion:Hauptseite informieren und sie am besten auch in den anderen Wikipedia-Sprachversionen eintragen. Tipp: Regelmäßig bei news.google.de nach „ist tot“, „gestorben“ oder „verstorben“ suchen.
Wenn eine Person gestorben ist, gibt es viele Seiten zu dieser Person in der Wikipedia, die davon auch betroffen sind und entsprechend aktualisiert werden müssen. Beispiele: Namenübersichtsseite, Geburtsjahr, Geburtsort-Seiten und viele mehr.
Wie finde ich die betroffenen Seiten?
Im Suchfeld auf der linken Seite gibt man den Suchbegriff so ein: „Vorname Nachname“. Dann klickt man auf Volltext und alle Seiten mit entsprechendem Suchtext werden aufgerufen. Hier sieht man dann schnell, wo auch das Todesjahr Sinn macht oder sogar ein Teil des Artikels angepasst werden muss. Auch hilft das „Werkzeug“ auf der linken Seite sehr gut, um solche Seiten aufzufinden: „Links auf diese Seite“. Somit ist die Wikipedia wieder aktuell in allen Bereichen! Hinweis: bei Eintragung der Kategorie „Gestorben JAHR“ wird der Missbrauchsfilter 49 ausgelöst, was jedoch nicht schlimm ist. Siehe: Spezial:Missbrauchsfilter/49
Dies ist eine Liste von im Jahr 1681 verstorbenen bekannten Persönlichkeiten. Die Einträge erfolgen innerhalb der einzelnen Daten alphabetisch sortiert. Tiere sind im Nekrolog für Tiere zu finden.

## Januar
| Tag        | Name                                     | Beruf, bekannt als                                                       | Alter | Beleg |
| ---------- | ---------------------------------------- | ------------------------------------------------------------------------ | ----- | ----- |
| 1. Januar  | Alfredo Tozzi                            | italienischer Maler und Bildhauer                                        |       |       |
| 2. Januar  | Johann von Faltzburg                     | Regierungsrat in Schwedisch-Pommern                                      | 71    |       |
| 2. Januar  | Hermann Matthias von Velen               | Amtsdroste im Amt Meppen                                                 | 48    |       |
| 3. Januar  | Cornelius Pedersen Lerche                | dänischer Adelsmann und Stiftamtmann                                     | 65    |       |
| 7. Januar  | Magdalena Sibylla von Sachsen-Weißenfels | durch Heirat Herzogin von Sachsen-Gotha-Altenburg                        | 32    |       |
| 11. Januar | Giorgio Regondi                          | italienisch-österreichischer kaiserlicher Hofsteinmetzmeister des Barock |       |       |
| 16. Januar | Olivier Patru                            | französischer Jurist und Romanist                                        |       |       |
| 30. Januar | Meinrad I.                               | Fürst von Hohenzollern-Sigmaringen (1638–1681)                           |       |       |

## Februar
| Tag         | Name                      | Beruf, bekannt als                                       | Alter | Beleg |
| ----------- | ------------------------- | -------------------------------------------------------- | ----- | ----- |
| 1. Februar  | Johann Eberhard Neidhardt | Politiker in Spanien und römischer Kardinal              | 73    |       |
| 4. Februar  | Bento Pereira             | portugiesischer Jesuit, Romanist und Lexikograf          |       |       |
| 11. Februar | Gerard Soest              | englischer Maler                                         |       |       |
| 23. Februar | Angelico Aprosio          | italienischer Literat, Literaturkritiker und Geistlicher | 73    |       |

## März
| Tag      | Name                           | Beruf, bekannt als                                   | Alter | Beleg |
| -------- | ------------------------------ | ---------------------------------------------------- | ----- | ----- |
| 3. März  | Cornelis Kick                  | holländischer Stilllebenmaler                        |       |       |
| 8. März  | Johann Georg Strasburg         | deutscher Mediziner                                  | 59    |       |
| 12. März | Frans van Mieris der Ältere    | niederländischer Porträt-, Historien- und Genremaler | 45    |       |
| 19. März | Johann Christoph Falckner      | deutscher Rechtswissenschaftler                      | 51    |       |
| 19. März | Georg Schweikard von Gemmingen | Grundherr in Presteneck                              |       |       |
| 19. März | Matthias von Saarburg          | Baumeister des Barock                                |       |       |

## April
| Tag       | Name                                | Beruf, bekannt als                                    | Alter | Beleg |
| --------- | ----------------------------------- | ----------------------------------------------------- | ----- | ----- |
| 10. April | Philipp I.                          | Graf von Lippe-Alverdissen, Graf von Schaumburg-Lippe | 79    |       |
| 11. April | Friedrich Ludwig                    | Herzog von Pfalz-Zweibrücken und Pfalz-Landsberg      | 61    |       |
| 16. April | Georg Tobias Schwendendörffer       | deutscher Rechtswissenschaftler                       | 83    |       |
| 16. April | Jean-Baptiste de Valbelle           | französischer Aristokrat und Marineoffizier           |       |       |
| 16. April | Gaspar Peeter Verbruggen der Ältere | flämischer Maler                                      |       |       |
| 23. April | Justus Sustermans                   | flämischer Maler                                      | 83    |       |
| 28. April | Arnold Moritz Holtermann            | deutscher Rechtswissenschaftler und Hochschullehrer   | 53    |       |
| 29. April | Constantin Pader                    | deutscher Bildhauer und Baumeister                    |       |       |
| 30. April | Damien de Martel                    | französischer Marineoffizier                          |       |       |

## Mai
| Tag     | Name                                        | Beruf, bekannt als                                      | Alter | Beleg |
| ------- | ------------------------------------------- | ------------------------------------------------------- | ----- | ----- |
| 2. Mai  | Christine Elisabeth von Barby und Mühlingen | Herzogin von Braunschweig und Lüneburg                  | 46    |       |
| 4. Mai  | Johannes Musaeus                            | protestantischer Theologe                               | 68    |       |
| 5. Mai  | Louis I. Phélypeaux de La Vrillière         | französischer Politiker                                 | 82    |       |
| 12. Mai | Johannes Baazius der Jüngere                | schwedischer Theologe und Erzbischof                    | 54    |       |
| 14. Mai | Balthasar Puolamer                          | deutscher Ordensgeistlicher, Abt in Ochsenhausen        | 66    |       |
| 24. Mai | Celio Piccolomini                           | italienischer Erzbischof und Kardinal                   |       |       |
| 24. Mai | Nicodemus Tessin der Ältere                 | schwedischer Architekt, Stadtarchitekt und Hofarchitekt | 65    |       |
| 25. Mai | Pedro Calderón de la Barca                  | spanischer Dichter                                      | 81    |       |

## Juni
| Tag      | Name                                      | Beruf, bekannt als                                                             | Alter | Beleg |
| -------- | ----------------------------------------- | ------------------------------------------------------------------------------ | ----- | ----- |
| 4. Juni  | Denis Godefroy                            | französischer Historiograph                                                    | 65    |       |
| 5. Juni  | Cornelis Saftleven                        | niederländischer Maler                                                         |       |       |
| 9. Juni  | Gabriel Bucelinus                         | Ordensgeistlicher, Universalgelehrter des Spät-Humanismus, Zeichner            | 81    |       |
| 9. Juni  | William Lilly                             | englischer Astrologe                                                           | 79    |       |
| 10. Juni | Philipp Gottfried                         | deutscher Landesherr                                                           | 39    |       |
| 12. Juni | Sigmund von Birken                        | deutscher Dichter des Pegnesischen Blumenordens                                | 55    |       |
| 17. Juni | Sigismund Ferdinand Hartmann              | Mathematiker                                                                   | 48    |       |
| 19. Juni | Jean Gaudin                               | französischer Jesuit, Altphilologe, Romanist und Lexikograf                    |       |       |
| 25. Juni | Karl Eugen                                | Herzog von Arenberg und Aarschot                                               | 48    |       |
| 27. Juni | Ernst Christoph Homburg                   | lyrischer Poet, evangelischer Kirchenlieddichter und Übersetzer der Barockzeit | 74    |       |
| 28. Juni | Marie Angélique de Scoraille de Roussille | Mätresse Ludwigs XIV.                                                          |       |       |
| Juni     | David Hanisius                            | deutscher Theologe und Bibliothekar                                            |       |       |

## Juli
| Tag      | Name                           | Beruf, bekannt als                                                        | Alter | Beleg |
| -------- | ------------------------------ | ------------------------------------------------------------------------- | ----- | ----- |
| 1. Juli  | Heinrich Mühlpfort             | deutscher Dichter                                                         | 41    |       |
| 4. Juli  | Kaspar Zeiler                  | Generalvikar und Weihbischof von Augsburg                                 |       |       |
| 8. Juli  | Georg Neumark                  | deutscher Dichter und Komponist                                           | 60    |       |
| 11. Juli | Oliver Plunkett                | Erzbischof von Armagh und Primas von Irland                               |       |       |
| 15. Juli | Adrian Wilhelm von Viermund    | Freiherr von Neersen, Diplomat und General                                | 67    |       |
| 16. Juli | Karl Seyffahrt                 | deutscher lutherischer Theologe und Lyriker                               | 51    |       |
| 20. Juli | Ludwig Günther II.             | Graf von Ebeleben                                                         | 60    |       |
| 23. Juli | Sophia Dorothea                | Gräfin von Stolberg-Gedern, Tochter Friedrichs von Württemberg-Neuenstadt | 22    |       |
| 24. Juli | Agafja Semjonowna Gruschezkaja | Zarin von Russland                                                        |       |       |
| 24. Juli | Johann Friedrich Schweser      | Jurist und Hofrat bei der brandenburg-bayreuthischen Regierung            | 75    |       |
| Juli     | Marx Schinnagl                 | Münchner kurfürstlicher Hofbaumeister                                     | 68    |       |

## August
| Tag        | Name              | Beruf, bekannt als                               | Alter | Beleg |
| ---------- | ----------------- | ------------------------------------------------ | ----- | ----- |
| 6. August  | François Spierre  | französischer Maler und Kupferstecher            | 41    |       |
| 10. August | Adriaen Waterloos | flämischer Stempelschneider und Medailleur       | 83    |       |
| 24. August | Cornelis Brouwer  | niederländischer Maler                           |       |       |
| 27. August | Nikon             | russischer Patriarch                             |       |       |
| 27. August | Wilhelm Christoph | zweiter Landgraf von Hessen-Homburg              | 55    |       |
| 28. August | Philipp Kisel     | deutscher Jesuit, Prediger und geistlicher Autor | 72    |       |

## September
| Tag           | Name                            | Beruf, bekannt als                                                                | Alter | Beleg |
| ------------- | ------------------------------- | --------------------------------------------------------------------------------- | ----- | ----- |
| 12. September | Jakob von Bülow                 | Kurbrandenburger Obrist und dänischer Generalmajor                                | 55    |       |
| 16. September | Jahanara                        | Tochter des Großmoguls von Indien Schah Jahan                                     | 67    |       |
| 22. September | Heinrich Hallard genannt Elliot | kurbrandenburger geheimer Kriegsrat, Generalmajor                                 |       |       |
| 27. September | Henri de La Ferté-Senneterre    | französischer Adeliger und Offizier                                               |       |       |
| 27. September | Jacob Masen                     | jesuitischer Literaturtheoretiker, Schriftsteller, Poet und Historiker des Barock | 75    |       |
| September     | Caspar Alexandri                | deutscher Jurist und Diplomat                                                     |       |       |

## Oktober
| Tag         | Name                          | Beruf, bekannt als | Alter | Beleg |
| ----------- | ----------------------------- | --- | ----- | ----- |
| 1. Oktober  | Gebhard XXV. von Alvensleben  | deutscher Historiker |       |       |
| 7. Oktober  | Nikolaes Heinsius der Ältere  | niederländischer Altphilologe und neulateinischer Lyriker                                                                                       | 61    |       |
| 9. Oktober  | Hermann Becker                | deutscher Geistlicher; Professor der Physik, Metaphysik und Mathematik                                                                          | 48    |       |
| 9. Oktober  | Peter Eggerdes                | deutscher Jurist und Bürgermeister von Rostock                                                                                                  | 45    |       |
| 14. Oktober | Georg Sebastian Jung          | österreichischer Arzt |       |       |
| 15. Oktober | Johann Ludwig Schönleben      | Jesuit, Domdechant in Laibach, zuletzt Pfarrer und Archidiakon in Reiffnitz in Unterkrain (slow. Ribnica), Valvasors Lehrer, Vorbild und Mentor | 62    |       |
| 16. Oktober | Michael Heinrich Horn         | deutscher Chemiker und Mediziner | 58    |       |
| 22. Oktober | Benedetto Ferrari             | italienischer Theorbist, Kapellmeister und Komponist                                                                                            |       |       |
| 23. Oktober | Johannes Friedrich Böckelmann | deutscher Rechtsgelehrter | 48    |       |
| 25. Oktober | Cornelia van Wouw             | niederländische Stifterin eines Hofjes | 80    |       |

## November
| Tag          | Name                          | Beruf, bekannt als                                                  | Alter | Beleg |
| ------------ | ----------------------------- | ------------------------------------------------------------------- | ----- | ----- |
| 2. November  | Eleonore von Anhalt-Zerbst    | Herzogin von Schleswig-Holstein-Sonderburg-Norburg                  | 72    |       |
| 6. November  | Johannes Stades               | katholischer Priester, Abt des Klosters Marienfeld                  |       |       |
| 6. November  | Wilhelm van der Straten       | niederländischer Mediziner                                          |       |       |
| 9. November  | Johann Kunsch von Breitenwald | deutscher reformierter Theologe                                     | 61    |       |
| 11. November | Johannes Meisner              | deutscher evangelisch lutherischer Theologe und Ethiker             | 66    |       |
| 18. November | Tito Livio Burattini          | italienischer Erfinder, Architekt, Ägyptologe und Instrumentenbauer | 64    |       |
| 23. November | Hedwig von Pfalz-Sulzbach     | Erzherzogin von Österreich; Herzogin von Sachsen-Lauenburg          | 31    |       |
| 23. November | Carlo Rossetti                | italienischer Kardinal aus einer adeligen Familie aus Ferrara       |       |       |
| 26. November | Jean Garnier                  | französischer Jesuit                                                | 69    |       |
| 26. November | Giovanni Paolo Oliva          | Generaloberer der Societas Jesu (Jesuitenorden)                     | 81    |       |
| November     | Margaretha von Ahlefeldt      | deutsche Wohltäterin und Priorin des Klosters Uetersen              |       |       |

## Dezember
| Tag          | Name                                   | Beruf, bekannt als | Alter | Beleg |
| ------------ | -------------------------------------- | --- | ----- | ----- |
| 4. Dezember  | Heinrich Göseken                       | deutsch-baltischer Theologe und Sprachforscher                                                                                | 69    |       |
| 4. Dezember  | Moritz                                 | Herzog von Sachsen-Zeitz, aus dem Hause Wettin (albertinische Linie)                                                          | 62    |       |
| 5. Dezember  | Agatha Christine von Hanau-Lichtenberg | deutsche Adlige | 49    |       |
| 8. Dezember  | Gerard ter Borch                       | holländischer Maler |       |       |
| 12. Dezember | Hermann Conring                        | Polyhistor, Leibarzt der Königin Christina v. Schweden, dänischer Staatsrat und Leiter des bremen-verdischen Archivs in Stade | 75    |       |
| 14. Dezember | Georg Ludwig von Sinzendorf            | kaiserlicher Staatsmann und Besitzer der Grafschaft Neuburg                                                                   | 65    |       |
| 18. Dezember | Olimpia Aldobrandini                   | italienische Adlige | 58    |       |
| 22. Dezember | Luigi Bernini                          | italienischer Bildhauer |       |       |
| 24. Dezember | Ambrosius Regondi                      | italienisch-österreichischer Steinmetzmeister des Barock, Richter in Kaisersteinbruch                                         |       |       |
| 26. Dezember | Joachim von Hirtenberg-Pastorius       | Mediziner, Historiker, Philosoph und Dichter                                                                                  | 70    |       |
| 26. Dezember | Otto Sperling                          | deutscher Arzt und Botaniker                                                                                                  | 78    |       |
| 30. Dezember | Wilhelm Heinrich Odkolek von Augezd    | böhmischer Adliger |       |       |
| 30. Dezember | Antonio Sartorio                       | italienischer Komponist des Frühbarock                                                                                        |       |       |

## Datum unbekannt
| Tag                   | Name                                 | Beruf, bekannt als                                                                         | Alter | Beleg |
| --------------------- | ------------------------------------ | ------------------------------------------------------------------------------------------ | ----- | ----- |
| 27. Aug. od. 12. Sep. | Maurus Boxler                        | 38. Abt im Stift Altenburg                                                                 |       |       |
|                       | Francesco Corbetta                   | italienischer Komponist und Gitarrist                                                      |       |       |
|                       | Nikolai Pawlowitsch Dilezki          | ukrainisch-russischer Musiktheoretiker und Komponist                                       |       |       |
|                       | Anton Günther von Ellebrecht         | königlich dänischer Generalmajor und Chef des Oldenburgischen National Infanterie-Regiment |       |       |
|                       | Marie Fouquet                        | französische Autorin, Heilkundige und Wohltäterin                                          |       |       |
|                       | Christian August von Friesen         | Reichshofrat und Dompropst zu Meißen                                                       |       |       |
|                       | Johann Christoph Hundeshagen         | deutscher Logiker und Philosoph                                                            |       |       |
|                       | Vincencio Juan de Lastanosa          | spanischer Gelehrter                                                                       |       |       |
|                       | Albrecht Kauw                        | Barockmaler                                                                                |       |       |
|                       | Matthäus Küsel                       | deutscher Kupferstecher                                                                    |       |       |
|                       | Jacob Marrel                         | deutscher Stilllebenmaler                                                                  |       |       |
|                       | John Pordage                         | anglikanischer Priester, Mystiker und Astrologe                                            |       |       |
|                       | Wenzel Seiler                        | österreichischer Alchemist                                                                 |       |       |
|                       | John Watling                         | englischer Pirat                                                                           |       |       |
|                       | Charles Wilmot, 3. Earl of Rochester | englischer Peer                                                                            |       |       |